# Ritorno a Tamakwa - Un'estate indiana
Ritorno a Tamakwa (Indian Summer) è un film del 1993 diretto da Mike Binder.
Tra gli interpreti Vincent Spano, Diane Lane, Matt Craven, Alan Arkin, Elizabeth Perkins, Bill Paxton, Kimberly Williams. C'è anche un cameo del regista Sam Raimi, amico di infanzia di Mike Binder.

## Trama
Stati Uniti d'America, fine anni ottanta. Un gruppo di amici prossimi ai 40 anni si ritrovano dopo quasi vent'anni dal loro ultimo incontro, avvenuto all'inizio degli anni settanta a Tamakwa, in Ontario, all'epoca hippy. Il gruppo decide di rivivere le emozioni dei verdi anni, e organizza un nuovo campeggio nella stessa località. Tra sport, notti bianche e amori estivi il gruppo dà il suo addio alla giovinezza.